# حسین واثقی
حسین واثقی (۱۳۱۴ – ۹ بهمن ۱۳۸۶) آهنگ‌ساز و سازندهٔ موسیقی فیلم اهل ایران بود.

## زندگی هنری
حسین واثقی با نام کامل حسین واثقی تبریزی در سال ۱۳۱۴ در تبریز متولد شد. پس از پایان تحصیل در کلاس ششم ابتدایی از تبریز به تهران رفت. مدت کوتاهی (حدود ۱۵ روز) در کلاس موسیقی و آواز شاپور نیاکان شرکت کرد. دو سال بعد در آزمون انتخاب خواننده رادیو شرکت کرد و به عنوان نفر اول، خوانندهٔ ثابت برنامهٔ کارگران شد. در آن برنامه به صورت روزانه یک قطعه موسیقی آماده و توسط  او اجرا می‌شد. به سبب کمبود بودجه برای آهنگسازی، حسین واثقی خود به ساخت ملودی پرداخت و روز به روز پیشرفت نمود به‌طوری که برای بسیاری از خوانندگان آن‌زمان آهنگسازی کرد.
واثقی در حالی که تحصیلات آکادمیک در زمینهٔ موسیقی نداشت و تا ششم ابتدایی یا حداکثر دیپلم متوسطه درس نخوانده بود به عنوان پدیده‌یی در موسیقی و سینمای ایران مطرح شد. «پرکارترین آهنگ‌ساز تاریخ سینمای ایران با بیش از ۱۸۰ فیلم در کارنامه به عنوان آهنگ‌ساز ترانه و سازنده موسیقی متن، در حالی که یک نت روی خط حامل ننوشت، هیچ‌سازی را به صدا درنیاورد و هرگز در محافل رسمی موسیقی به رسمیت شناخته نشد.»
در جوانی به ساعت‌سازی روی آورد و وقتی ۱۹ سال‌اش بود در ۱۳۳۰ به همراه خانواده به تهران آمد. در تهران هم به ساعت‌سازی ادامه داد. دو سال بعد در ۱۳۳۲ به رادیو رفت و به عنوان خواندهٔ کر مشغول کار شد. در رادیو واثقی با کمک برادرش اسماعیل واثقی، که تحصیل کردهٔ موسیقی بود و ویولون می‌نواخت، به ساخت موسیقی روی آورد و برای خواننده‌های بسیار آهنگ ساخت.

## ورود به سینما
در سال ۱۳۳۹ حسین امیرفضلی تهیه‌کننده و کارگردان فیلم هالو از او برای ساخت بعضی از تصنیف‌های این فیلم دعوت کرد. اما این فیلم که حتی نام واثقی در تیتراژ آن نیامده است نتوانست برای او شهرت و کار به هم‌راه بیاورد. ده سال بعد در ۱۳۴۹ سرهنگ محمد شب‌پره برای ساختن تصنیف‌های بابا کرم از واثقی دعوت به کار کرد. در این فیلم ترانه‌های فرنگی کار گروه بلک کتز، به مدیریت شهبال شب‌پره است و ترانه‌های فارسی را واثقی ساخته است. این فیلم راه واثقی را به استودیوهای فیلم‌سازی باز کرد و از آن پس به عنوان سازندهٔ تصنیف وارد سینما شد. در همان سال با ساختن موسیقی متن برای فیلم کوچه مردها در استودیو عصرطلایی به کارگردانی سعید مطلبی و با بازی فردین و ایرج قادری به عنوان سازندهٔ موسیقی متن فیلم هم شناخته شد.

## پس از انقلاب
وقتی رژیم سیاسی ایران پس از انقلاب تغییر کرد سینما نیز مانند سایر نهادها دچار تغییرات اساسی شد. در این هنگام واثقی ۴۳ سال داشت و در اوج فعالیت بود اما تغییرات پیش آمده موجب حذف او از سینما و موسیقی شد. او چند سال بعد در سال ۱۳۶۳ به همراه خانواده به اتریش سفر کرد و سپس به آمریکا مهاجرت کرد و به آهنگسازی برای خوانندگان معروف پرداخت اما در آن‌جا نیز نتوانست دوام بیاورد و دوباره به ایران بازگشت و سرانجام پس از حدود ۱۶ سال وقفهٔ کاری در سال ۱۳۷۳ با ساخت موسیقی برای فیلم‌های سینمایی حامی (قدرت‌الله صلح‌میرزائی) مرضیه (اسفندیار شهیدی) و حالا چه شود (محمد جعفری) و یک مجموعه تلویزیونی قصد ورود مجدد به ساخت موسیقی فیلم داشت اما نتوانست به کار خود ادامه دهد و برای همیشه ساخت موسیقی را کنار گذاشت.

## روش کار
او که تحصیلات آکادمیک نداشت و نوازندگی نیز نمی‌دانست با دهان ملودی مورد نظرش را برای برادرش اسماعیل واثقی، که تحصیل کردهٔ موسیقی بود و ویولون می‌نواخت، اجرا می‌کرد و بعد اسماعیل آن را با ویولون برای سایرنوازندگان می‌نواخت و بعد حسین با تغییراتی در آن به آهنگ مورد نظرش می‌رسید.

## درگذشت
واثقی پس از آن که امکان ساخت موسیقی، دیگر برایش فراهم نشد چند بار به آمریکا سفر کرد. او بیماری دیابت داشت و بیماری‌اش روزبه‌روز وخیم‌تر می‌شد. بستگان‌اش در آمریکا زندگی می‌کردند و بدین‌ترتیب وی به خانهٔ سالمندان سپرده‌شد. او که به‌دلیل ابتلا به بیماری قند و قانقاریا پای خود را از دست داده‌بود، در نهم بهمن ۱۳۸۶ درگذشت و خاک‌سپاری و ترحیم او در سکوت برگزار شد.

## بازیگری
- ۱۳۵۳ - اوساکریم نوکرتیم

## موسیقی فیلم
| نام فیلم                | سال  | کارگردان                       | منابع |
| ----------------------- | ---- | ------------------------------ | ----- |
| هالو                    | ۱۳۳۷ | حسین امیرفضلی                  |       |
| چوب خدا                 | ۱۳۴۷ | محمد سخن‌سنج                    |       |
| کوچه مردها              | ۱۳۴۹ | سعید مطلبی                     |       |
| خشم عقاب‌ها              | ۱۳۴۹ | ایرج قادری                     |       |
| علی بلبل                | ۱۳۵۰ |                                |       |
| یک چمدان سکس            | ۱۳۵۰ | محمد متوسلانی                  |       |
| نقره داغ                | ۱۳۵۰ | ایرج قادری                     |       |
| میعادگاه عشق            | ۱۳۵۰ |                                |       |
| زیر بازارچه             | ۱۳۵۰ | رضا صفایی                      |       |
| حیدر                    | ۱۳۵۰ | مهدی ژورک                      |       |
| یک میلیونر و دو مفلس    | ۱۳۵۱ | محمد متوسلانی                  |       |
| همیشه قهرمان            | ۱۳۵۱ | عزیزالله بهادری                |       |
| نانجیب                  | ۱۳۵۱ | عباس کسایی                     |       |
| میخک سفید               | ۱۳۵۱ | رضا صفایی                      |       |
| مرد                     | ۱۳۵۱ | مهدی ژورک                      |       |
| مهدی مشکی و شلوارک داغ  | ۱۳۵۱ | نظام فاطمی                     |       |
| خانوم خانوما            | ۱۳۵۱ | فتح‌الله منوچهری                |       |
| کافر                    | ۱۳۵۱ | فریدون گله                     |       |
| قایقرانان               | ۱۳۵۱ | رضا صفایی                      |       |
| فتنه چکمه‌پوش            | ۱۳۵۱ | همایون بهادران                 |       |
| علی سورچی               | ۱۳۵۱ | رضا صفایی                      |       |
| عطش                     | ۱۳۵۱ | ایرج قادری                     |       |
| عاصی                    | ۱۳۵۱ | سعید مطلبی                     |       |
| ساعت فاجعه              | ۱۳۵۱ | رایموند هواکیمیان              |       |
| ساحره                   | ۱۳۵۱ | کامران قدکچیان                 |       |
| خانوادهٔ سرکار غضنفر     | ۱۳۵۱ | رضا میرلوحی                    |       |
| توبه                    | ۱۳۵۱ | اسماعیل پورسعید                |       |
| اتل متل توتوله          | ۱۳۵۱ | ایرج قادری                     |       |
| نعمت نفتی               | ۱۳۵۲ | عباس کسایی                     |       |
| مکافات                  | ۱۳۵۲ | کامران قدکچیان                 |       |
| معشوقه                  | ۱۳۵۲ | رضا صفایی                      |       |
| دختران بلا، مردان ناقلا | ۱۳۵۲ | نظام فاطمی                     |       |
| مصطفی لره               | ۱۳۵۲ | محمدرضا فاضلی                  |       |
| مردها و نامردها         | ۱۳۵۲ | عباس کسایی                     |       |
| محبوب بچه‌ها             | ۱۳۵۲ | رضا بیک ایمانوردی و جواد طاهری |       |
| نامحرم                  | ۱۳۵۲ | عزیزالله بهادری                |       |
| مترس                    | ۱۳۵۲ | عزیزالله بهادری                |       |
| کج کلاه‌خان              | ۱۳۵۲ | صابر رهبر                      |       |
| غریب                    | ۱۳۵۲ | غلامرضا سرکوب                  |       |
| عروس و مادر شوهر        | ۱۳۵۲ | جواد طاهری                     |       |
| طاهر                    | ۱۳۵۲ | قدرت‌الله بزرگی                 |       |
| سر طلایی                | ۱۳۵۲ | شعاع‌الدین مصطفی‌زاده            |       |
| حریص                    | ۱۳۵۲ | شکرالله رفیعی                  |       |
| جنوبی                   | ۱۳۵۲ | محمدرضا فاضلی                  |       |
| پسرخوانده               | ۱۳۵۲ | جمشید شیبانی                   |       |
| پاپوش                   | ۱۳۵۲ | اسماعیل پورسعید                |       |
| بیگانه                  | ۱۳۵۲ | رضا صفایی                      |       |
| بی‌قرار                  | ۱۳۵۲ | ایرج قادری                     |       |
| بی‌حجاب                  | ۱۳۵۲ | ایرج قادری                     |       |
| بوسه بر لب‌های خونین     | ۱۳۵۲ | ساموئل خاچیکیان                |       |
| بندری                   | ۱۳۵۲ | کامران قدکچیان                 |       |
| ناجورها                 | ۱۳۵۳ | سعید مطلبی                     |       |
| آقای جاهل               | ۱۳۵۳ | رضا میرلوحی                    |       |
| مهدی فرنگی              | ۱۳۵۳ | محمدرضا فاضلی                  |       |
| قفس                     | ۱۳۵۳ | ایرج قادری                     |       |
| مسافر                   | ۱۳۵۳ | جلال مهربان                    |       |
| مرگ در باران            | ۱۳۵۳ | ساموئل خاچیکیان                |       |
| مرد شب                  | ۱۳۵۳ | اسماعیل پورسعید                |       |
| ماجراجویان خشن          | ۱۳۵۳ | مهدی رئیس‌فیروز                 |       |
| کوثر                    | ۱۳۵۳ | منوچهر قاسمی                   |       |
| سلام بر عشق             | ۱۳۵۳ | عزیزالله بهادری                |       |
| خشم و خون               | ۱۳۵۳ | ناصر محمدی                     |       |
| گروگان                  | ۱۳۵۳ | احمد شیرازی                    |       |
| تهمت                    | ۱۳۵۳ | کامران قدکچیان                 |       |
| الکی خوش                | ۱۳۵۳ | اسماعیل پورسعید                |       |
| آب توبه                 | ۱۳۵۳ | محمدرضا فاضلی                  |       |
| جوجه فکلی               | ۱۳۵۳ | رضا صفایی                      |       |
| هم‌قسم                   | ۱۳۵۴ | مهدی رئیس‌فیروز                 |       |
| همت                     | ۱۳۵۴ | خسرو پرویزی                    |       |
| هدف                     | ۱۳۵۴ | ایرج قادری                     |       |
| مشکی                    | ۱۳۵۴ | ناصر محمدی                     |       |
| کمین                    | ۱۳۵۴ | کامران قدکچیان                 |       |
| رفیق                    | ۱۳۵۴ | ایرج قادری                     |       |
| چشم‌انتظار               | ۱۳۵۴ | مهدی ژورک                      |       |
| تیرانداز                | ۱۳۵۴ | رضا صفایی                      |       |
| تعصب                    | ۱۳۵۴ | تقی مختار                      |       |
| انگشت‌نما                | ۱۳۵۴ | اسماعیل پورسعید                |       |
| ولی نعمت                | ۱۳۵۵ | عزیزالله رفیعی                 |       |
| مردی در آتش             | ۱۳۵۵ | نادر قانع                      |       |
| کلک نزن خوشگله          | ۱۳۵۵ | سعید مطلبی                     |       |
| شیر خفته                | ۱۳۵۵ | محمود کوشان                    |       |
| قادر                    | ۱۳۵۵ | رضا صفایی                      |       |
| پیشکسوت                 | ۱۳۵۵ | محمدرضا فاضلی                  |       |
| شهر شراب                | ۱۳۵۵ | فتح‌الله منوچهری                |       |
| ستیز                    | ۱۳۵۵ | عزیزالله بهادری                |       |
| جدال                    | ۱۳۵۵ | عزیزالله بهادری                |       |
| راز                     | ۱۳۵۵ | نظام فاطمی                     |       |
| جاهل و رقاصه            | ۱۳۵۵ | رضا صفایی                      |       |
| مرد خدا                 | ۱۳۵۶ | رضا صفایی                      |       |
| صبح خاکستر              | ۱۳۵۶ | تقی مختار                      |       |
| سه ماه تعطیلی           | ۱۳۵۶ | شاپور قریب                     |       |
| زن                      | ۱۳۵۶ | یوسف ایروانی                   |       |
| دو کله‌شق                | ۱۳۵۶ | ایرج قادری                     |       |
| خان نایب                | ۱۳۵۶ | غلامرضا سرکوب                  |       |
| همکلاس                  | ۱۳۵۶ | سیاوش شاکری                    |       |
| خاتون                   | ۱۳۵۶ | رضا میرلوحی                    |       |
| حکم تیر                 | ۱۳۵۶ | ایرج قادری                     |       |
| جانی و تپل              | ۱۳۵۶ | داوود اسماعیلی                 |       |
| نون و نمک               | ۱۳۵۶ | امیر شروان                     |       |
| تازه‌عروس                | ۱۳۵۶ | اسماعیل پورسعید                |       |
| پشت و خنجر              | ۱۳۵۶ | ایرج قادری                     |       |
| پرستوهای عاشق           | ۱۳۵۶ | فریدون ریاحی                   |       |
| حق و ناحق               | ۱۳۵۷ | عزیزالله رفیعی                 |       |
| جانبازان                | ۱۳۶۱ | ناصر محمدی                     |       |
| مرضیه                   | ۱۳۷۳ | اسفندیار شهیدی                 |       |
| سربلند                  | ۱۳۷۳ | فتحعلی اویسی                   |       |
| حسرت دیدار              | ۱۳۷۳ | محرم زینال‌زاده                 |       |
| حامی                    | ۱۳۷۳ | قدرت‌الله صلح‌میرزایی            |       |
| حالا چه شود!            | ۱۳۷۳ | محمد جعفری هرندی               |       |

## آهنگسازی برای خواننده‌ها
| خواننده      | نام ترانه                  | ترانه سرا        | آهنگساز    | تنظیم          |
| ------------ | -------------------------- | ---------------- | ---------- | -------------- |
| ابی          | عطش                        | مسعود هوشمند     | حسین واثقی | حسین واثقی     |
| ابی          | چرا چرا                    | مسعود هوشمند     | حسین واثقی | حسین واثقی     |
| ابی          | تُهمت                       | مسعود هوشمند     | حسین واثقی | حسین واثقی     |
| احمد آزاد    | بازی بازی                  | احمد آزاد        | حسین واثقی | بهروز پناهی    |
| احمد آزاد    | عروسی                      | یحیی مسجدی       | حسین واثقی | بهروز پناهی    |
| احمد آزاد    | گل من                      | چترنور           | حسین واثقی | بهروز پناهی    |
| احمد آزاد    | مست                        | رضا شمسا         | حسین واثقی | لقمان ادهمی    |
| الهه حمیدی   | کور خوندی                  | رضا شمسا         | حسین واثقی |                |
| ایرج         | خیلی کله دارم              | رضا شمسا         | حسین واثقی |                |
| ایرج         | تلافی                      | رضا شمسا         | حسین واثقی |                |
| ایرج         | غزال وحشی                  | رضا شمسا         | حسین واثقی |                |
| ایرج         | یار چهارده ساله            | رضا شمسا         | حسین واثقی |                |
| ایرج         | بابا دست خوش ایوله         | رضا شمسا         | حسین واثقی |                |
| ایرج         | گمگشته                     | رضا شمسا         | حسین واثقی |                |
| ایرج         | تو را دعا میکنم            | رضا شمسا         | حسین واثقی |                |
| ایرج         | لحظه های آشنایی            | رضا شمسا         | حسین واثقی |                |
| ایرج         | نگفتنش بهتره               | مسعود هوشمند     | حسین واثقی |                |
| ایرج         | رنگ بندری                  | مسعود هوشمند     | حسین واثقی |                |
| ایرج         | مرد                        | مسعود هوشمند     | حسین واثقی |                |
| ایرج         | ساحره                      | مسعود هوشمند     | حسین واثقی |                |
| ایرج         | برو درو واکن               | رضا شمسا         | حسین واثقی |                |
| آغاسی        | گل پونه                    | رضا شمسا         | حسین واثقی |                |
| آغاسی        | قمار زندگی                 | رضا شمسا         | حسین واثقی |                |
| آغاسی        | نمیتوانم باور منم          | ایرج حنتی عطایی  | حسین واثقی |                |
| بهرام فروهر  | عاشق ساده                  | سیروس علی آبادی  | حسین واثقی | فرهاد بشارتی   |
| پروا         | سوتش کن فوتش کن            | مسعود هوشمند     | حسین واثقی |                |
| پروا         | بشکن بشکن                  | مسعود هوشمند     | حسین واثقی |                |
| پروا         | قربونتم                    | رضا شمسا         | حسین واثقی |                |
| پوران        | صحرا قشنگه                 | رضا شمسا         | حسین واثقی |                |
| پوران        | عاشق شدن دیوانگی است       | رضا شمسا         | حسین واثقی |                |
| پوران        | یک گل داشتم                | رضا شمسا         | حسین واثقی |                |
| پوران        | نه واله نه باله            | رضا شمسا         | حسین واثقی |                |
| پوران        | ای خدای مهربان             | محمدعلی شیرازی   | حسین واثقی |                |
| تیلا         | یاقوت لب                   | مسعود هوشمند     | حسین واثقی |                |
| جلال همتی    | نی ناش ناش                 | حسین واثقی       | حسین واثقی | آرش            |
| جلال همتی    | چه کرد                     | سیروس علی آبادی  | حسین واثقی | آرش            |
| جلال همتی    | ای کاش                     | حسین واثقی       | حسین واثقی | آرش            |
| جلال همتی    | دایره هستی                 | امیر کعبه ای     | حسین واثقی | آرش            |
| جلال همتی    | آتیش                       | حسین واثقی       | حسین واثقی | واهیک          |
| حبیب         | کی گفته                    | رضا شمسا         | حسین واثقی | سعید قربانی    |
| حسن شجاعی    | بهاره بهاره                | الفت             | حسین واثقی |                |
| حسن شجاعی    | تقدیر                      | مسعود هوشمند     | حسین واثقی |                |
| داریوش       | خار                        | مسعود هوشمند     | حسین واثقی | فرشاد          |
| دینامیک      | دست ستم                    | رضا شمسا         | حسین واثقی |                |
| دینامیک      | نامه پران                  | رضا شمسا         | حسین واثقی |                |
| دلارام       | با تو قهرم                 | امیر کعبه ای     | حسین واثقی | آندرانیک       |
| رامش         | عشوه گر                    | رضا شمسا         | حسین واثقی |                |
| رامش         | قلب من چه جوری میزنه       | حسین واثقی       | حسین واثقی |                |
| رامش         | خدایا                      | رضا شمسا         | حسین واثقی |                |
| رامش         | لب لب من                   | رضا شمسا         | حسین واثقی |                |
| سامان        | الهه عشق                   | حسین واثقی       | حسین واثقی | فرهاد بشارتی   |
| سپهر         | تو را میپرستم              | مسعود هوشمند     | حسین واثقی |                |
| سوزان روشن   | حقیقت                      | سوزان روشن       | حسین واثقی | شهرام شهرابی   |
| ستار         | رقیب                       | حسین واثقی       | حسین واثقی | داوود اردلان   |
| ستار         | خواستگاری                  | حسین واثقی       | حسین واثقی | داوود اردلان   |
| شاهرخ        | غریبه                      | مسعود هوشمند     | حسین واثقی | حسین واثقی     |
| شاهرخ        | چی می‌شد                    | مسعود هوشمند     | حسین واثقی | حسین واثقی     |
| شهرام شب پره | گوهر شب چراغ               | شهرام شب پره     | حسین واثقی | شوبرت آواکیان  |
| شهرام صولتی  | شب بخیر                    | حسین واثقی       | حسین واثقی | محمد مقدم      |
| شهرام صولتی  | نامه                       | چترنور           | حسین واثقی | محمد مقدم      |
| شهرام صولتی  | مگه میشه                   | بیژن سمندر       | حسین واثقی | داود اردلان    |
| شهره         | عیدی                       | حسین واثقی       | حسین واثقی | کاظم عالمی     |
| شهلا سرشار   | دل                         | امیر کعبه ای     | حسین واثقی | شیوا           |
| عارف         | آخرین نگاه                 | ابراهیم خورشیدی  | حسین واثقی |                |
| عارف         | نگونه                      | مسعود هوشمند     | حسین واثقی |                |
| عارف         | قصه اتل متل                | مسعود هوشمند     | حسین واثقی |                |
| عطا          | وطن                        | امیر کعبه ای     | حسین واثقی | لقمان ادهمی    |
| عهدیه        | ایران                      | حسین واثقی       | حسین واثقی |                |
| عهدیه        | به هر دستی بدی پس می گیری  | رضا شمسا         | حسین واثقی |                |
| عهدیه        | نوبت ماست                  | رضا شمسا         | حسین واثقی |                |
| عهدیه        | چشم چران                   | رضا شمسا         | حسین واثقی |                |
| عهدیه        | حالیته                     | رضا شمسا         | حسین واثقی |                |
| عهدیه        | دوشنبه ها                  | مسعود هوشمند     | حسین واثقی |                |
| عهدیه        | بازی اشک داره              | مسعود هوشمند     | حسین واثقی |                |
| عهدیه        | آتیش بس                    | رضا شمسا         | حسین واثقی |                |
| عهدیه        | هزار خاطره خواه            | رضا شمسا         | حسین واثقی |                |
| عهدیه        | گلهای وحشی                 | رضا شمسا         | حسین واثقی |                |
| عهدیه        | کاسه کوزه ها               | مسعود هوشمند     | حسین واثقی |                |
| عهدیه        | بیا ای آشنا                | مسعود هوشمند     | حسین واثقی |                |
| عهدیه        | آخه دوستت دارم             | مسعود هوشمند     | حسین واثقی |                |
| عهدیه        | بنده عشق                   | رضا شمسا         | حسین واثقی |                |
| عهدیه        | جیزه جیزه                  | مسعود هوشمند     | حسین واثقی |                |
| عهدیه        | بندری                      | مسعود هوشمند     | حسین واثقی |                |
| عهدیه        | چی بگم                     | مسعود هوشمند     | حسین واثقی |                |
| فتانه        | عروسی                      | حسین واثقی       | حسین واثقی | داود اردلان    |
| فریدون فروغی | فتنه چکمه پوش              | مسعود هوشمند     | حسین واثقی | حسین واثقی     |
| فریده        | دخترهای من                 | علی چمن آرا      | حسین واثقی | کاوه حقیقی     |
| کامران       | پشت و خنجر                 | مسعود هوشمند     | حسین واثقی | حسین واثقی     |
| گلپا         | حقته                       | مسعود هوشمند     | حسین واثقی |                |
| گوگوش        | بگوبگوبگو چرا تنهام گذاشتی | پرویز وکیلی      | حسین واثقی | اسماعیل واثقی  |
| گوگوش        | از همه رنگ                 | پرویز وکیلی      | حسین واثقی | اسماعیل واثقی  |
| گوگوش        | گوش شیطون کر (خداحافظ)     | پرویز افشار پور  | حسین واثقی | اسماعیل واثقی  |
| گوگوش و عارف | آفتابی می‌شه ، مهتابی می‌شه  | پرویز وکیلی      | حسین واثقی | اسماعیل واثقی  |
| گیتی         | غرور شکسته                 | رضا شمسا         | حسین واثقی |                |
| گیتی         | دل کس                      | رضا شمسا         | حسین واثقی |                |
| مازیار       | زمزمه                      | غلامحسین عمرانی  | حسین واثقی | مجتبی میرزاده  |
| مازیار       | خسته                       | غلامحسین عمرانی  | حسین واثقی | مجتبی میرزاده  |
| مرتضی        | تو را سرمیگردونن           | مسعود هوشمند     | حسین واثقی |                |
| مرتضی        | کمین                       | مسعود هوشمند     | حسین واثقی | حسین واثقی     |
| مرتضی        | نمیخوام حرف بزنم           | رضا شمسا         | حسین واثقی |                |
| مرتضی        | هستی تو                    | مسعود هوشمند     | حسین واثقی |                |
| مرتضی        | مسموم                      | مسعود هوشمند     | حسین واثقی | حسین واثقی     |
| مرتضی        | یک دست صدا نداره           | مسعود هوشمند     | حسین واثقی |                |
| مرتضی        | قصهٔ غم آدما                | مسعود هوشمند     | حسین واثقی | حسین واثقی     |
| مرتضی        | معشوقه                     | مسعود هوشمند     | حسین واثقی | حسین واثقی     |
| مرتضی        | شلاق                       | مسعود هوشمند     | حسین واثقی |                |
| مرتضی        | بوسه بر لبهای خونین        | مسعود هوشمند     | حسین واثقی |                |
| مارتیک       | نگو دیره                   | امیر کعبه ای     | حسین واثقی | منوچهر چشم آذر |
| مارتیک       | تعبیر                      | امیر کعبه ای     | حسین واثقی | منوچهر چشم آذر |
| مارتیک       | نگو بدرود                  | محمد استاد محمدی | حسین واثقی | مارتیک         |
| مهستی        | گل امید                    | حسین واثقی       | حسین واثقی | فرهاد بشارتی   |
| مهستی        | اشکی برام نمونده           | مسعود هوشمند     | حسین واثقی |                |
| مهستی        | گله دارم                   | امیر کعبه ای     | حسین واثقی | داود اردلان    |
| ناصر مسعودی  | باز هم که قهری             | رضا شمسا         | حسین واثقی |                |
| ناصر مسعودی  | از تو گله دارم             | رضا شمسا         | حسین واثقی |                |
| نیلوفر       | شب                         | رضا شمسا         | حسین واثقی |                |
| نیلوفر       | شریک شیطان                 | رضا شمسا         | حسین واثقی |                |
| هایده        | عاشقترین                   | امیر کعبه ای     | حسین واثقی | کاظم عالمی     |
| هایده        | یه روز                     | امیر کعبه ای     | حسین واثقی | کاظم عالمی     |

## تنظیم موسیقی
- ۱۳۵۶ - خاتون
- ۱۳۵۳ - دکتر و رقاصه
- ۱۳۵۲ - بوسه بر لب‌های خونین

## انتخاب موسیقی
- ۱۳۵۰ نقره داغ